# Продовжуємо зміни
Продовжуємо зміни (болг. Продължаваме промяната, ПП) —  це центристська антикорупційна політична партія в Болгарії, яку очолюють Кирил Петков та Асен Васильєв.

## Історія
Оскільки проект був створений надто пізно, щоб мати власну реєстрацію на парлементськіх виборах у листопаді 2021 року, партія була повинна конкурувати на виборах у рамках виборчої коаліції разом з однією або кількома зареєстрованими партіями-членами. Це було зроблено через Volt Bulgaria і Середньоєвропейський клас, причому перша була партією, яка нещодавно вийшла з парламентської коаліції Вставай БГ! Ми йдемо.
На президентських виборах 2021 року Петков і Василєв заявили про підтримку чинного президента Румена Радева.
На виборах у листопаді партія вийшла на перше місце, набравши понад 25% голосів і 67 із 240 місць. Вона отримала мандат на формування уряду 13 грудня 2021 року та сформувала широку коаліцію між партіями, що виступають проти правління, «Є такий народ» і «Демократична Болгарія», а також лівою партією «Коаліція за Болгарію». Уряд на чолі з Петковим мав намір усунути корупцію всередині країни та протистояти проблемам, з якими зіткнулася Болгарія, включаючи енергетичну кризу та пандемію COVID-19.
До нового уряду увійшли п'ять міністрів з попередніх тимчасових урядів - Петков, Василєв, Рашков, Денков і колишній прем'єр-міністр Стефан Янев. Янєва відправили у відставку через його відмову назвати російсько-українську війну війною.
Уряд став урядом меншості 8 червня 2022 року, коли з нього вийшла «Є такий народ». Через кілька тижнів це стало першим урядом в історії Болгарії, який втратив вотум довіри. Жодна партія не змогла сформувати інший уряд, і було призначено нові вибори.
На нових виборах ПП впала на друге місце з 19,5% і 53 місцями, поступившись ГЕРБ. Як друга за величиною партія, вони отримали мандат на формування уряду після того, як Національні збори відхилили кандидата від ГЄРБ. Їхнім кандидатом на пост прем'єр-міністра був Микола Дєнков, який не отримав більшості в парламенті. ПП відмовилася приєднатися до переговорів з БСП, і нові вибори будуть призначені на весну 2023 року.
2 квітня 2023 року в Болгарії розпочалися нові вибори до парламенту. Партія Продовжуємо зміни набрала 24.56% голосів, посівши друге місце.

## Ідеологія
Продовжуємо зміни є центристською партією, хоча її також називають лівоцентристською або правоцентристською партією. Ідеологічно вона була описана як ліберальна та соціал-ліберальна партія.

## Результати виборів
| Вибори     | Лідер                   | К-ть голосів | %          | Місць    | +/– | Уряд               |
| ---------- | ----------------------- | ------------ | ---------- | -------- | --- | ------------------ |
| Лист. 2021 | К. Петков Асен Васильєв | 673,141      | 25.32 (#1) | 67 / 240 | -   | Коаліція           |
| 2022       | К. Петков Асен Васильєв | 506,099      | 19.52 (#2) | 53 / 240 | ▼14 | Позачергові вибори |
| 2023       | К. Петков Асен Васильєв | 621 069      | 24.56(#2)  | 64 / 240 | ▼ 9 | TBA                |